# Ruská Voľa
Ruská Voľa est un village de Slovaquie situé dans la région de Prešov.

## Histoire
Première mention écrite du village en 1357.

## Démographie

### Évolution de la population
| Année:               | 1994. | 2004.   | 2014.   | 2024.   |
| -------------------- | ----- | ------- | ------- | ------- |
| Nombre de personnes: | 81    | 76      | 82      | 90      |
| Différence:          |       | -6,17 % | +7,89 % | +9,75 % |

| Année:               | 2023. | 2024.   |
| -------------------- | ----- | ------- |
| Nombre de personnes: | 88    | 90      |
| Différence:          |       | +2,27 % |